# QlikView
QlikTech — компания-разработчик программного обеспечения для систем Business Intelligence со штаб-квартирой в Радноре (штат Пенсильвания, США). Основана в 1993 году в Швеции. Основной продукт — программная BI-платформа QlikView, основная отличительная особенность платформы — широкое использование ассоциативного поиска и обработка вычислений в оперативной памяти. Полное наименование компании — Qlik Technologies Inc.

## История
Основана в 1993 году в Лунде Бьёрном Бергом и Стаффаном Гестрелиусом, разработавшими настольное приложение для персональных компьютеров под названием QuikView, слово quik трактовалось как акроним «качество, понимание, взаимодействие, знания» (англ. quality, understanding, interaction, knowledge). Программа получала информацию от стандартных приложений баз данных и выполняла ассоциативное отображение данных. Берг предложил использовать систему цветового кодирования, в соответствии с которой выбранные значения подсвечивались зелёным, связанные с ним данные — белым, а не попавшие в выборку — серым цветом. Ведущий инженер программного обеспечения Хокен Вольге, как и Берг, полагал, что эта программа способна работать целиком в оперативной памяти. В 1996 году приложение переименовали в QlikView, чтобы сделать акцент на возможности пользователя выполнять подробный анализ данных одним щелчком мыши англ. click. К 1999 году QlikView внедрили в нескольких компаниях, среди которых были Tetra Pak и AstraZeneca.
В 2000 году генеральным директором компании стал Монс Хультман, а финансовым директором — Ларс Бьорк. Деятельность компании сосредоточилась на BI-системах; число сотрудников, в 1999 году составлявшее 35 человек, к 2003 году увеличилось до 70. В 2003 году компания привлекала инвестиции в размере $12,5 млн от Accel Partners и Jerusalem Venture Partners.
К 2005 году однопользовательская программа QlikView переписана на Java и реализована как веб-приложение, в пользовательский интерфейс были включены цветные элементы и диаграммы. В это же время были привлечены такие крупные клиенты, как DB Schenker, Cegedim Dendrite, Ericsson, Swedish Post, позднее систему приобрели компании Best Buy, Campbell Soup, Canon, ING, Gen-Probe, Panasonic, Qualcomm, Shell и многие другие.
В 2007 году генеральным директором компании стал Ларс Бьорк. В июле 2010 года компания провела первичное публичное размещение акций. На апрель 2011 года капитализация компании составляла более $2 млрд, по состоянию на октябрь 2012 года — около 1,5 млрд.
По состоянию на 2012 год насчитывает более 1 тыс. сотрудников в 23 странах, заявляется о 25 тыс. заказчиков в 100 странах.
В 2016 году компанию приобрёл инвестиционный фонд Thoma Bravo за $3 млрд, в результате проведен делистинг акций с биржи Nasdaq.

## Совет директоров
В состав совета директоров  входят Брюс Голден (компания Accel Partners), Эрель Маргалит (компания JVP), Алекс Отт (компания Cross Continental Ventures) и Пол Валь (ранее работал в SAP и Siebel).

## Система
QlikView — BI-платформа с ассоциативным поиском в оперативной памяти со встроенными средствами ETL. В 2017 году, уже седьмой год подряд, система включена в группу лидеров магического квадранта Gartner поставщиков платформ Business Intelligence.
Начиная с версии 11 платформой поддерживается доступ с iPhone, iPad и мобильных устройств под управлением Android.
С версии 11.2 создано собственное приложение для iPhone и iPad.
С версии 12 использует движок 2-го поколения QIX, как в продукте Qlik Sense.

## Система Qlik Sense
Qlik Sense — второй продукт компании Qlik и BI-платформа с ассоциативным поиском в оперативной памяти со встроенными средствами ETL. Выпущена в 2014 году и отличается возможностями к более самостоятельной работе с данными для бизнес-пользователей в отличие от продукта QlikView, которым в большей степени управляли ИТ-специалисты.
Использует движок второго поколения (QIX), визуализация разработана с использованием HTML5.